# 旧三工大
旧三工大（きゅうさんこうだい）是旅順工科大学（已废止）、東京工業大学、大阪工業大学（現大阪大学大学院工学研究科及工学部）三所日本工科旧官立大学的统称。

## 历史沿革
最初都是根据《专门学校令》设立的高等工业学校。1922年，旅顺工科学堂升格为旅顺工科大学。1929年，东京工业高等学校和大阪工业高等学校分别升格为东京工业大学和大阪工业大学。其中，旅顺工科大学由于地处日本本土之外而设有预科课程，而其他两所大学则需要旧制高中或工科高中毕业才能进入其他两所大学。
1933年，大阪工业大学并入大阪帝国大学并改组为其工学部。1945年，旅顺工科大学被苏联红军废止。2024年，东京工业大学与东京医科齿科大学合并为东京科学大学。
- 旅順工科学堂 → 旅順工科大学 → 废止
- 東京職工学校 → 東京工業学校 → 東京高等工業学校 → 東京工業大学 → 东京科学大学
- 大阪工業学校 → 大阪高等工業学校 → 大阪工業大学 → 大阪帝国大学工学部 → 大阪大学工学部